# Annweiler am Trifels
Annweiler am Trifels is een stadje en gemeente in de Duitse deelstaat Rijnland-Palts, gelegen in de Landkreis Südliche Weinstraße. De gemeente telt 7.085 inwoners.

## Indeling van de gemeente

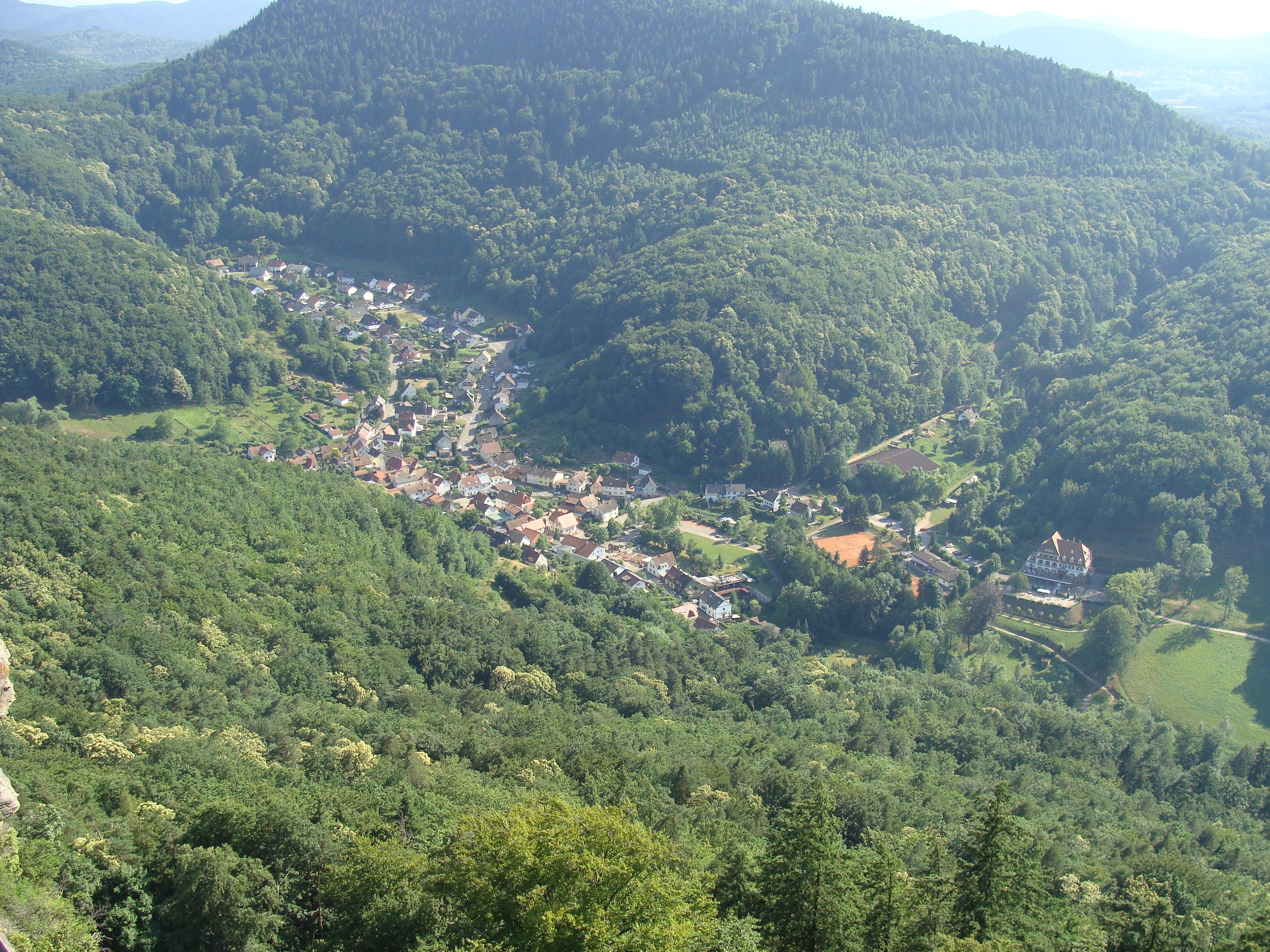
Gezicht op Bindersbach vanaf de Trifels; rechts het Kurhaus (congrescentrum)

Tot de gemeente Annweiler am Trifels behoren, naast het gelijknamige stadje, nog 4 stadsdistricten (Ortsbezirke), te weten:
- Bindersbach, ten zuiden van de stad; binnen het gebied van dit stadsdeel staat de Reichsburg en het voormalige Kurhaus; dit dorp had eind 2019, volgens de dorpelingen zelf, 336 inwoners.
- Gräfenhausen, ten noordoosten van de stad, met circa 600 inwoners
- Queichhambach, direct ten oosten van de stad; inclusief de gehuchten Rothenhof en Neumühle; circa 600 inwoners
- Sarnstall, 2 km ten westen van de stad; hier staat de kartonfabriek. Het dorp had in 2007 ruim 200 inwoners..

Tot de gemeente behoort daarnaast een circa 1.471 hectare grote exclave, gelegen ten westen van het stadje, in het rond 600 m boven de zeespiegel gelegen, heuvelachtige bosgebied Frankenweide.

## Geografie, infrastructuur
Annweiler ligt in een bosrijk, regenrijk middelgebergte met de naam Paltserwoud (Pfälzerwald). Heuvels dichtbij Annweiler zijn onder andere:
- ten zuiden en zuidoosten van het stadje, hoogte van de top 567 m boven de zeespiegel: de Sonnenberg; de Rijksburg Trifels ligt bovenop deze heuvel
- ten noorden van het stadje, hoogte van de top 497 m boven de zeespiegel: de Große en de Kleine Adelberg of Adelsberg
- ten noordwesten van het stadsdeel Gräfenhausen,  hoogte van de top 530 m boven de zeespiegel: de Kehrenkopf
- bij het stadsdeel Bindersbach, hoogte van de top 577 m boven de zeespiegel: het noordelijke gedeelte van de Rehberg
- ten oosten van het stadje, hoogte van de top 552 m boven de zeespiegel: de Hohenberg (met uitzichttoren en faciliteiten voor sporten zoals parapente)
- in de bosexclave van de Frankenweide, hoogte van de top 564 m boven de zeespiegel: de Almersberg.

Door het stadje loopt van west naar oost de beek Queich, die in totaal 51 km lang is en in de Rijn uitmondt, alsmede talrijke kleinere beken. Al deze waterlopen zijn onbevaarbaar, en alleen van betekenis vanwege hun ecologische waarde, en voor de waterhuishouding.

### Naburige gemeentes
Aan Annweiler grenzen talrijke kleine plattelandsgemeentes. Dit zijn:
- Eußerthal
- Albersweiler
- Birkweiler
- Ranschbach
- Leinsweiler
- Ilbesheim
- Waldrohrbach
- Wernersberg
- Rinnthal

Aan de bosexclave grenzen dan nog:
- een exclave van de stad Landau in der Pfalz
- Siebeldingen
- Wilgartswiesen
- Merzalben.

### Infrastructuur

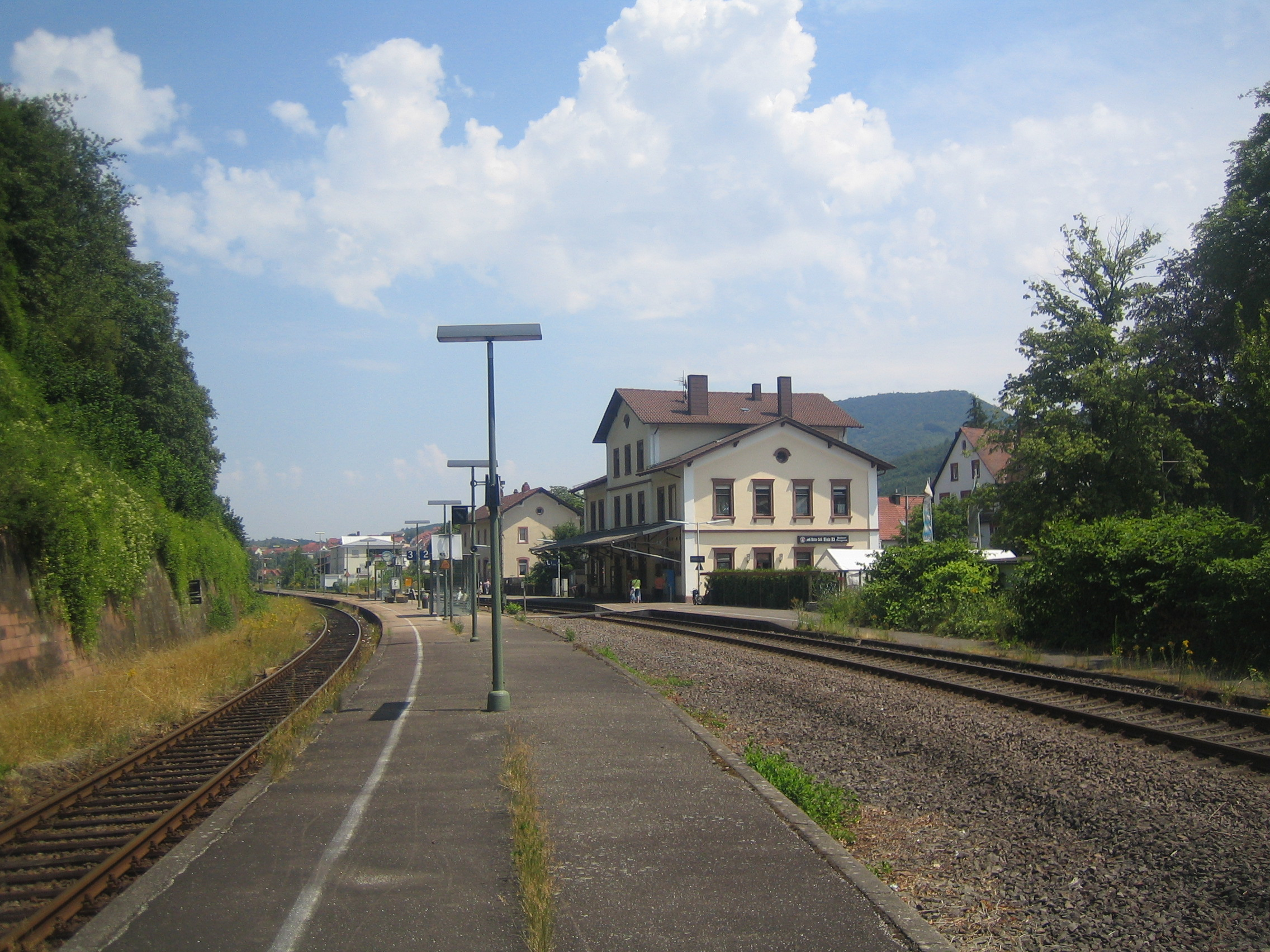
Station
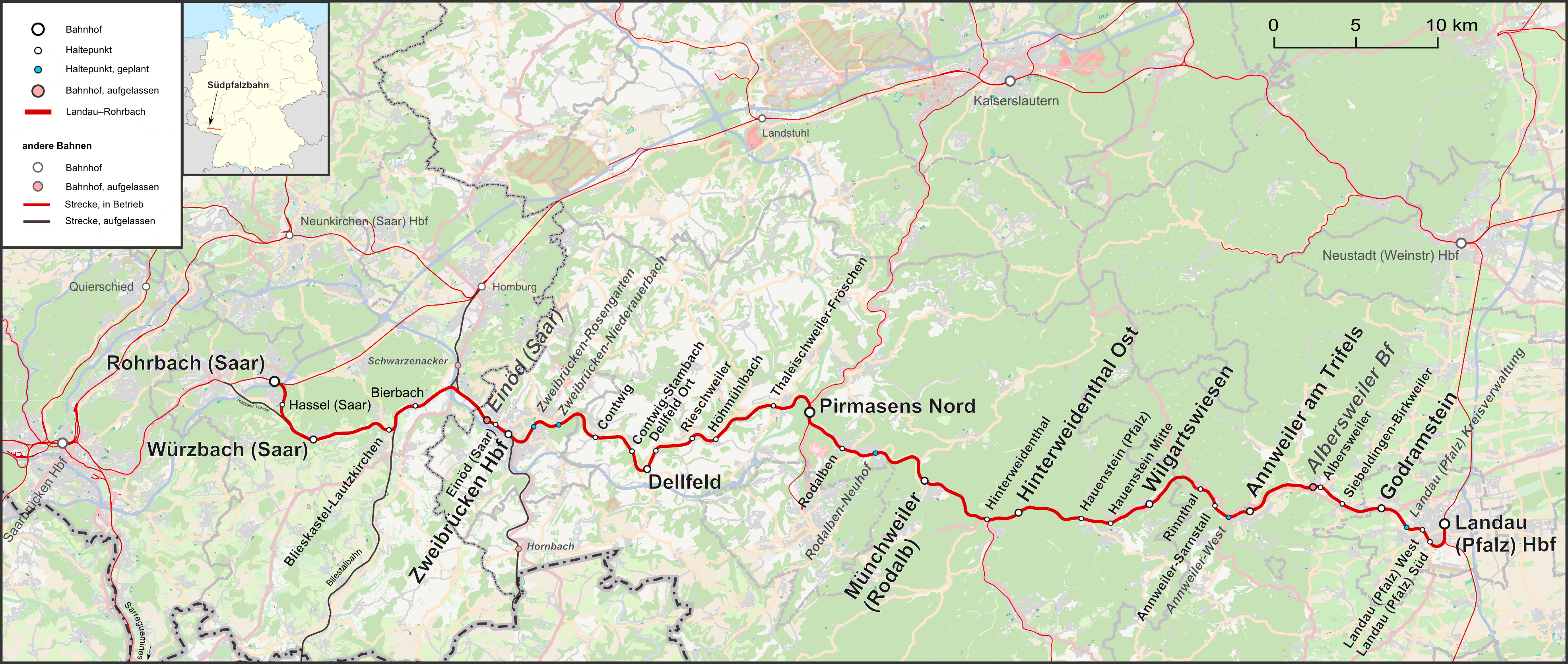
Kaart spoorlijn Landau- Rohrbach
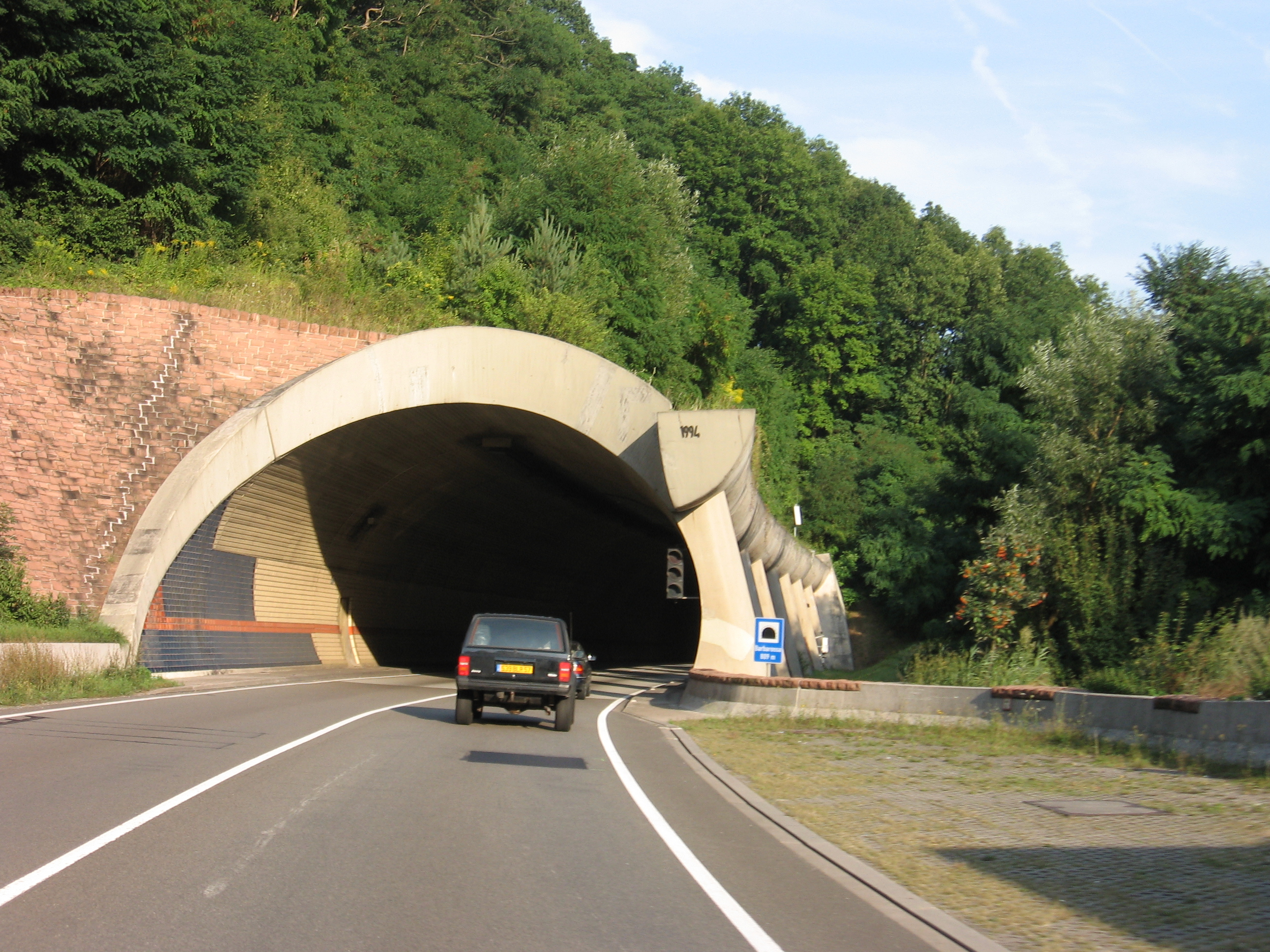
Ingang Barbarossatunnel in de B10
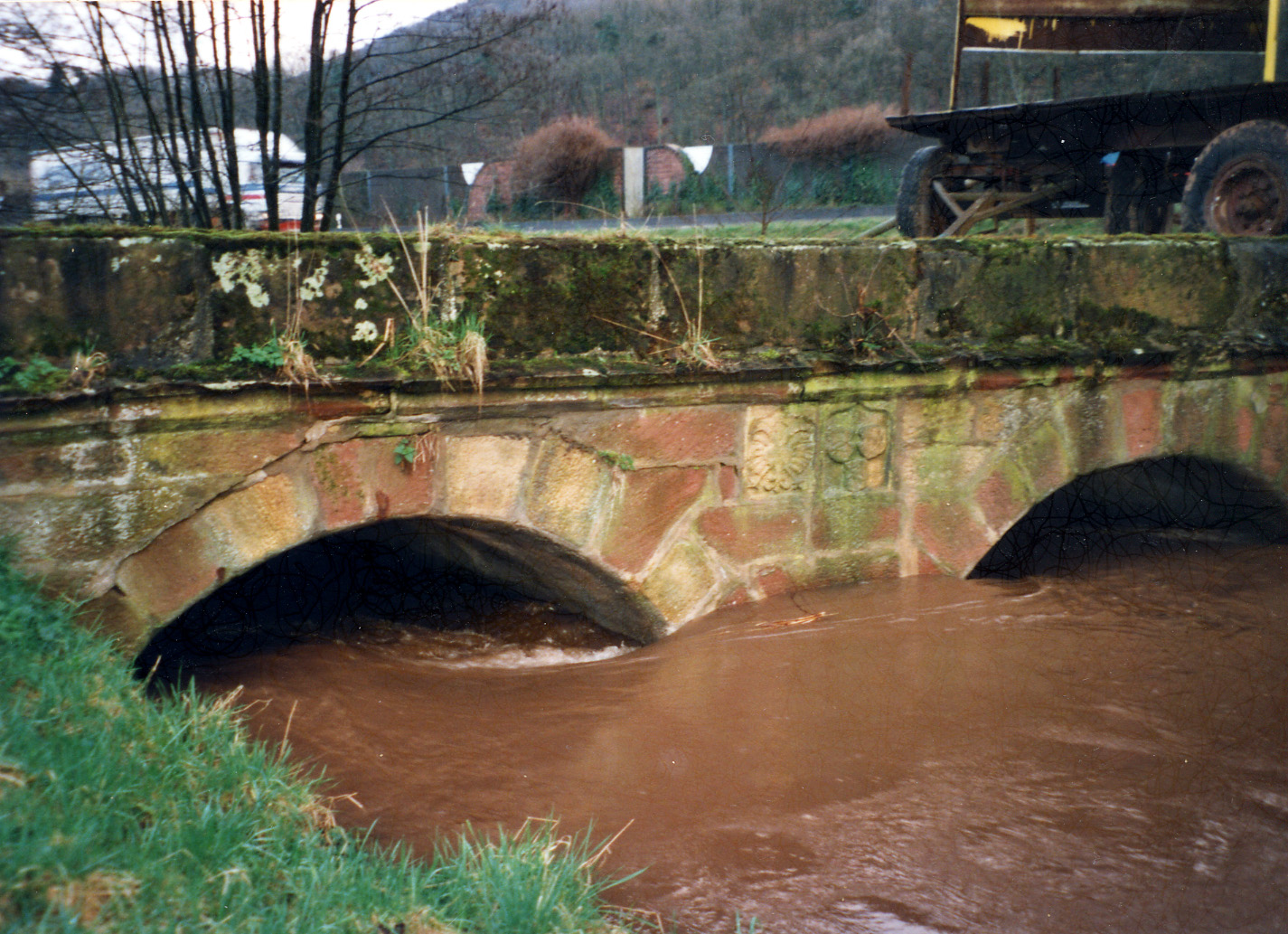
Zestiende-eeuwse brug over de Queich bij Queichhambach

De Bundesstraße 10 verbindt Annweiler met de 10 km in oostelijke richting gelegen stad Landau. Direct ten oosten van die stad loopt, in noord<>zuid-richting, de dichtstbijzijnde autosnelweg, de Autobahn A65 (afrit 16). In de B10 liggen op het grondgebied van de gemeente Annweiler am Trifels drie tunnels, waarvan de langste, de Barbarossatunnel, 1.038 m lang is.
Een andere hoofdverkeersweg in de gemeente is de Bundesstraße 48, van Bingen aan de Rijn in het noorden naar Bad Bergzabern in het zuiden.
Annweiler am Trifels heeft sinds 1874 een station aan de spoorlijn Landau-Rohrbach (Saar). Met Landau bestaat ook een streekbusverbinding.

## Economie

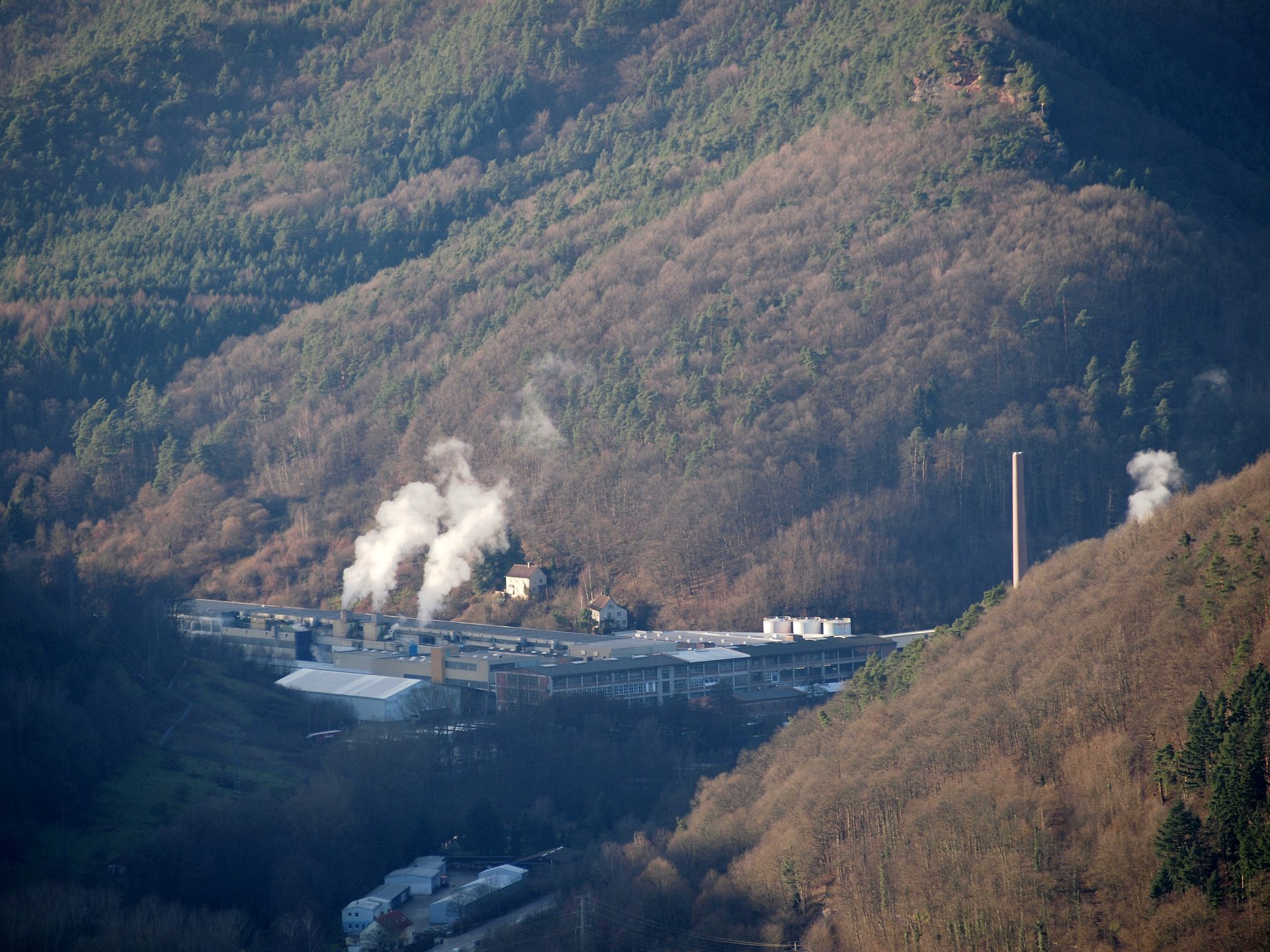
De kartonfabriek in Sarnstall

In de stad staat een grote kartonfabriek (Buchmann, in stadsdeel Sarnstall). Een kleinere fabriek (Stabila) in de stad produceert en exporteert precisie-meetinstrumenten, waaronder duimstokken en waterpassen. Annweiler am Trifels leeft verder vooral van het toerisme, hoewel de bosbouw ook niet zonder betekenis is.
De Hohenstaufensaal, die in het centrum van Annweiler staat, is een multifunctioneel, modern geoutilleerd gebouwencomplex, dat als congrescentrum, maar ook als bioscoop, schouwburg, concert- en danszaal kan worden gebruikt. Dicht bij de Rijksburcht staat het in 1911 gebouwde en in 2011 ingrijpend gerenoveerde Kurhaus Trifels in de bouwstijl jugendstil. Het hotel wordt nagenoeg alleen als congrescentrum en denktank voor wetenschappers op het gebied der informatietechnologie gebruikt. Het is eigendom van een vereniging, waar talrijke belangrijke Duitse universiteiten lid van zijn.

## Geschiedenis
Zie ook: Rijksburcht Trifels; Annweiler is historisch sterk verbonden met dit kasteel, waar in de 12e en 13e eeuw de regalia van het Heilige Roomse Rijk werden bewaard, en waar in 1193 de Engelse koning Richard Leeuwenhart gevangen heeft gezeten.

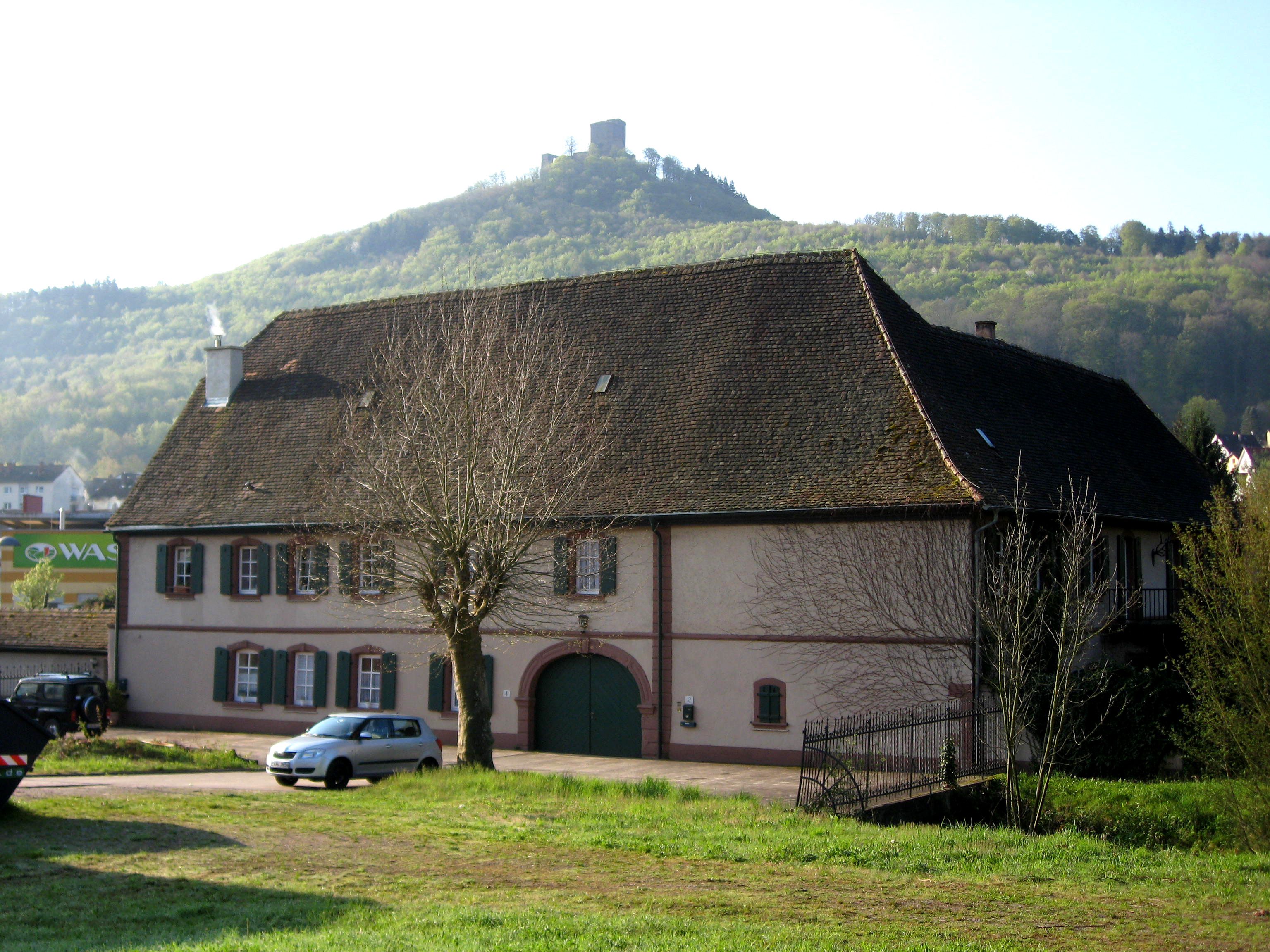
Voormalige papiermolen. Op de achtergrond de Reichsburg Trifels.

Annweiler am Trifels verwierf stadsrechten in het jaar 1219 uit handen van keizer Frederik II. Het was in vermoedelijk de 7e of 8e eeuw ontstaan als gehucht (Weiler) van iemand, die Anno of Arno heette. De oudste schriftelijke vermelding dateert van het jaar 1086.
In de 16e en 17e eeuw was Annweiler een belangrijk centrum van het leerlooiersambacht. De watermolen in de stad, die er nog altijd staat, werd o.a. door deze bedrijfstak gebruikt. Ook de houtvlotterij op de Queich (tot 1881), en de fabricage van papier waren er eeuwenlang van enige betekenis.
Het stadje behoorde lange tijd, tot 1798, tot het Hertogdom Palts-Zweibrücken. Daarna lag het beurtelings in Frankrijk (1798-1814), Oostenrijk ( in 1815), het Koninkrijk Beieren (1816-1871, tot aan de Tweede Wereldoorlog nog binnen de deelstaat Beieren in het Duitse Keizerrijk, de Weimarrepubliek) en het Duitse Keizerrijk (1871-1919).

## Bezienswaardigheden, toerisme
- Op de uit drie toppen bestaande heuvel Trifels, hemelsbreed één kilometer[5] ten zuidoosten van het stadscentrum, staat de middeleeuwse,  in de 20e eeuw gereconstrueerde Rijksburcht Trifels, waar in de zomer concerten van uiteenlopende soorten muziek worden gehouden.
- In het centrum, aan het straatje Schipka-Pass, staat een historische watermolen op de Queich, en daarnaast een complex van drie schilderachtige vakwerkhuizen. Deze huizen herbergen het Museum unterm Trifels, dat gedeeltelijk ondergronds is. Het is een historisch museum met aandacht voor Richard Leeuwenhart, die in de Rijksburcht Trifels gevangen heeft gezeten, en voor de geschiedenis en de oude ambachten van Annweiler. Anno 2024 is een gedeelte van het museum, dat aan het leerlooiersambacht is gewijd, in renovatie.
- Vooral in het centrum van Annweiler zelf, maar hier en daar ook in de bijbehorende dorpen, zijn verscheidene schilderachtige, oude vakwerkhuizen te vinden; in een aantal daarvan is een horecagelegenheid gevestigd.
- Bezienswaardige kerkgebouwen:
  - de protestantse Stadskerk, waarvan de bouwgeschiedenis teruggaat tot 1153; de kerk werd gesloopt en herbouwd in de jaren 1491, 1789 en 1953 (na verwoesting tijdens de Tweede Wereldoorlog).
  - de rooms-katholieke Sint-Jozefkerk ( ca. 1868)
  - de R.K. Johannes-de-Doper-kapel van Gräfenhausen (1762)
- Sinds 2005 wordt jaarlijks in de zomer een historisch festival gehouden met de naam Richard-Löwenherz-Fest.
- Trifels ligt in een voor wandeltochten zeer geschikte omgeving; er zijn veel met bordjes gemarkeerde wandel- en bergwandelroutes uitgezet. Tal van heuvels rondom het stadje, zie bovenstaande lijst, zijn bekroond met oude kasteelruïnes of uitzichttorens. Door het dal van de Queich loopt een 54,8 km lange fietsroute.
- In de omgeving van Trifels kunnen sportievelingen zich uitleven in het rotsklimmen[6] of mountainbiken. Er zijn parcoursen in verschillende moeilijkheidsgraden aanwezig.

## Bekende inwoners
- Otmar Hornbach , geboren op 6 juni 1930 te Rothselberg;  overleden in 2014 in Annweiler am Trifels, ondernemer, bouwde vanaf 1968 de onderneming, die zijn overgrootvader al had opgericht,  uit tot het  bouwmarkten-concern Hornbach.
- Nicole Fessel (19 maart 1983, geboren te Annweiler), langlaufster

## Galerij

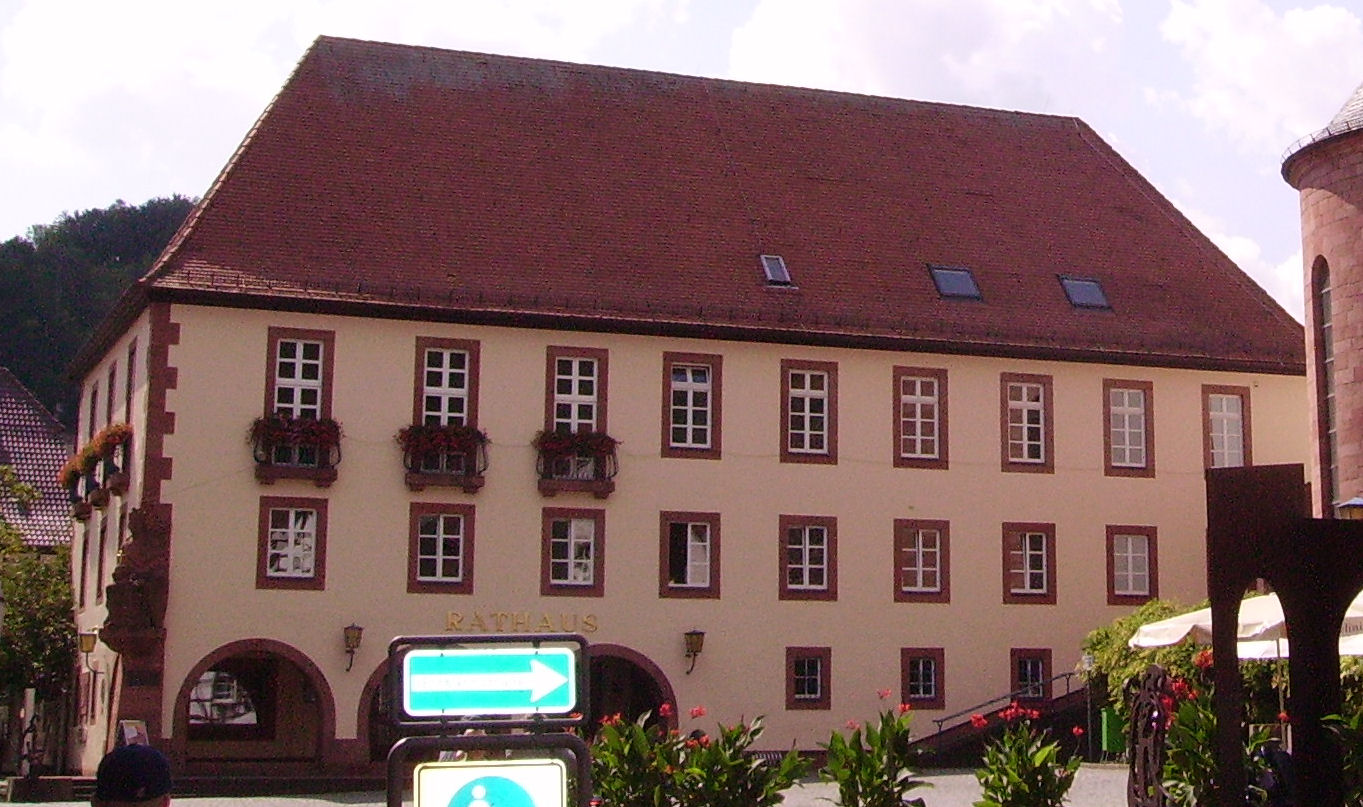
Stadhuis
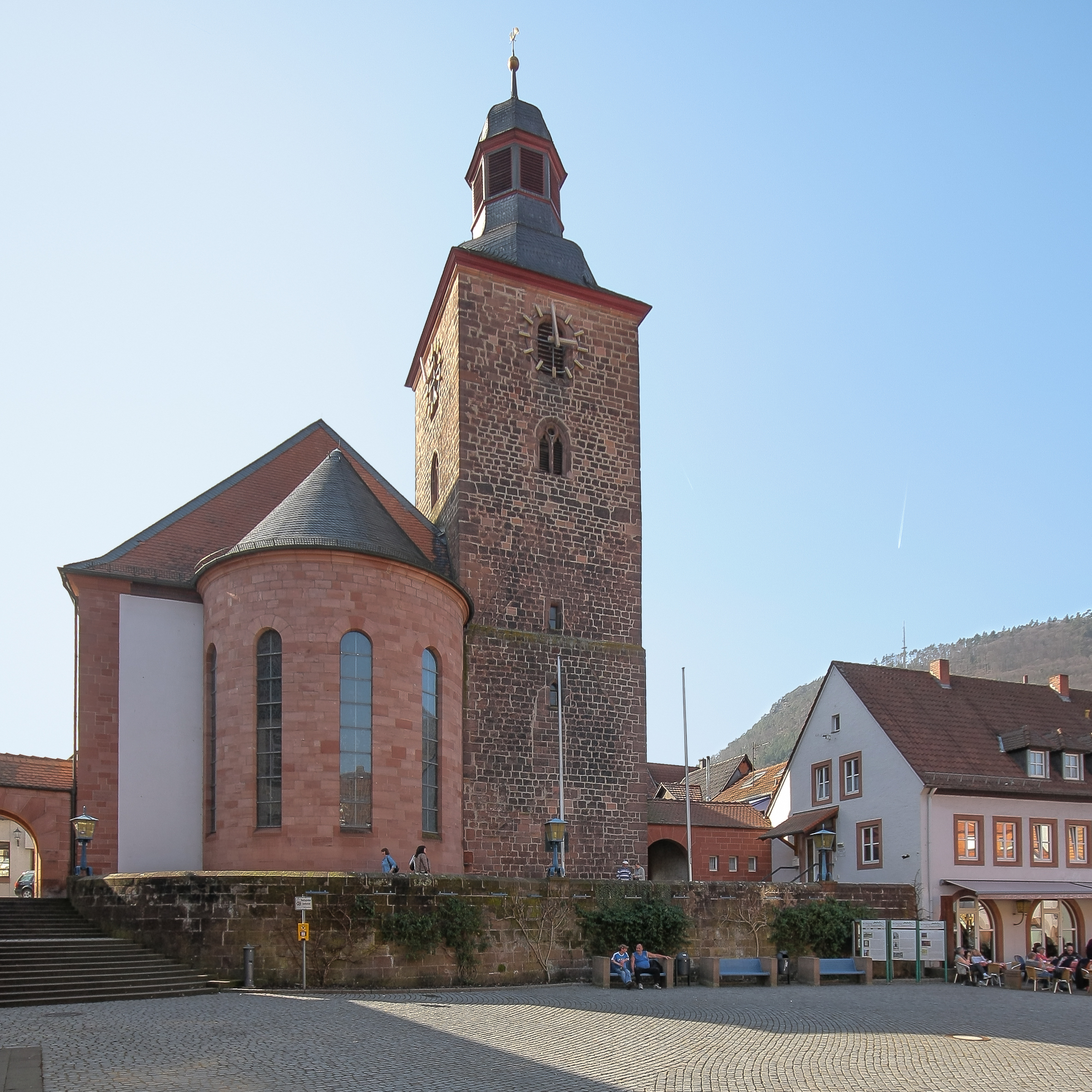
Evangelisch-lutherse  Stadskerk
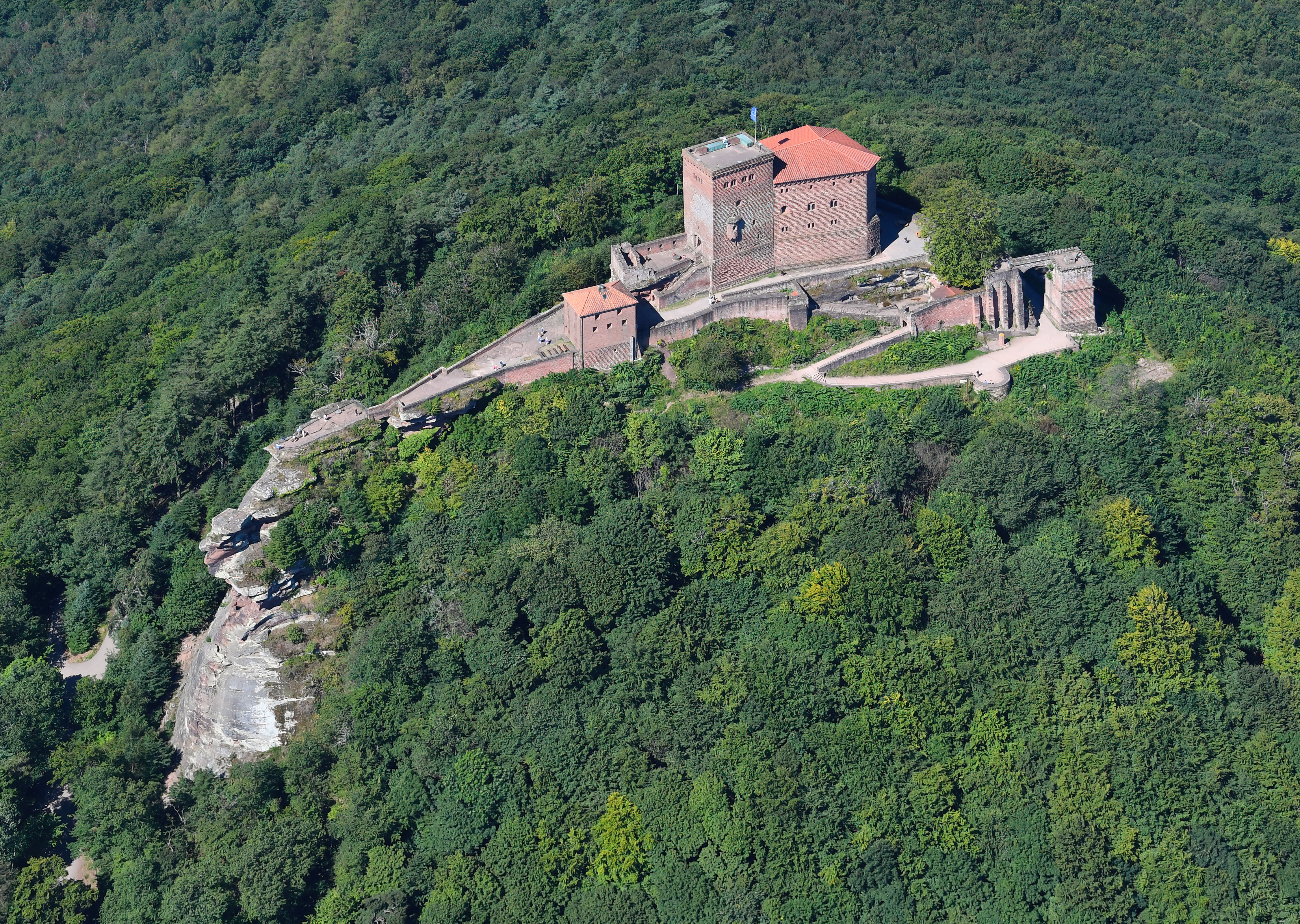
Luchtfoto van de Rijksburcht
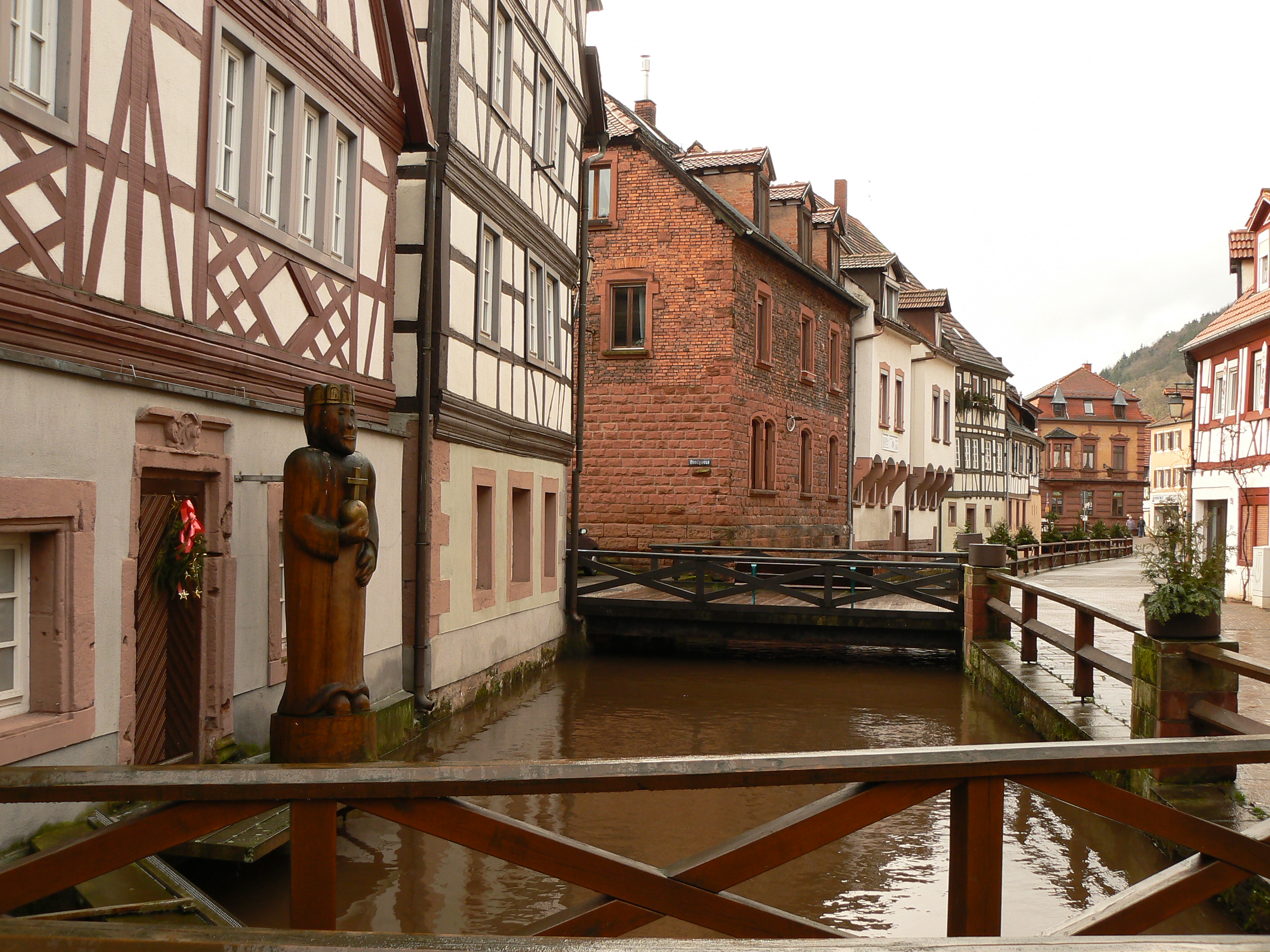
Het riviertje de Queich
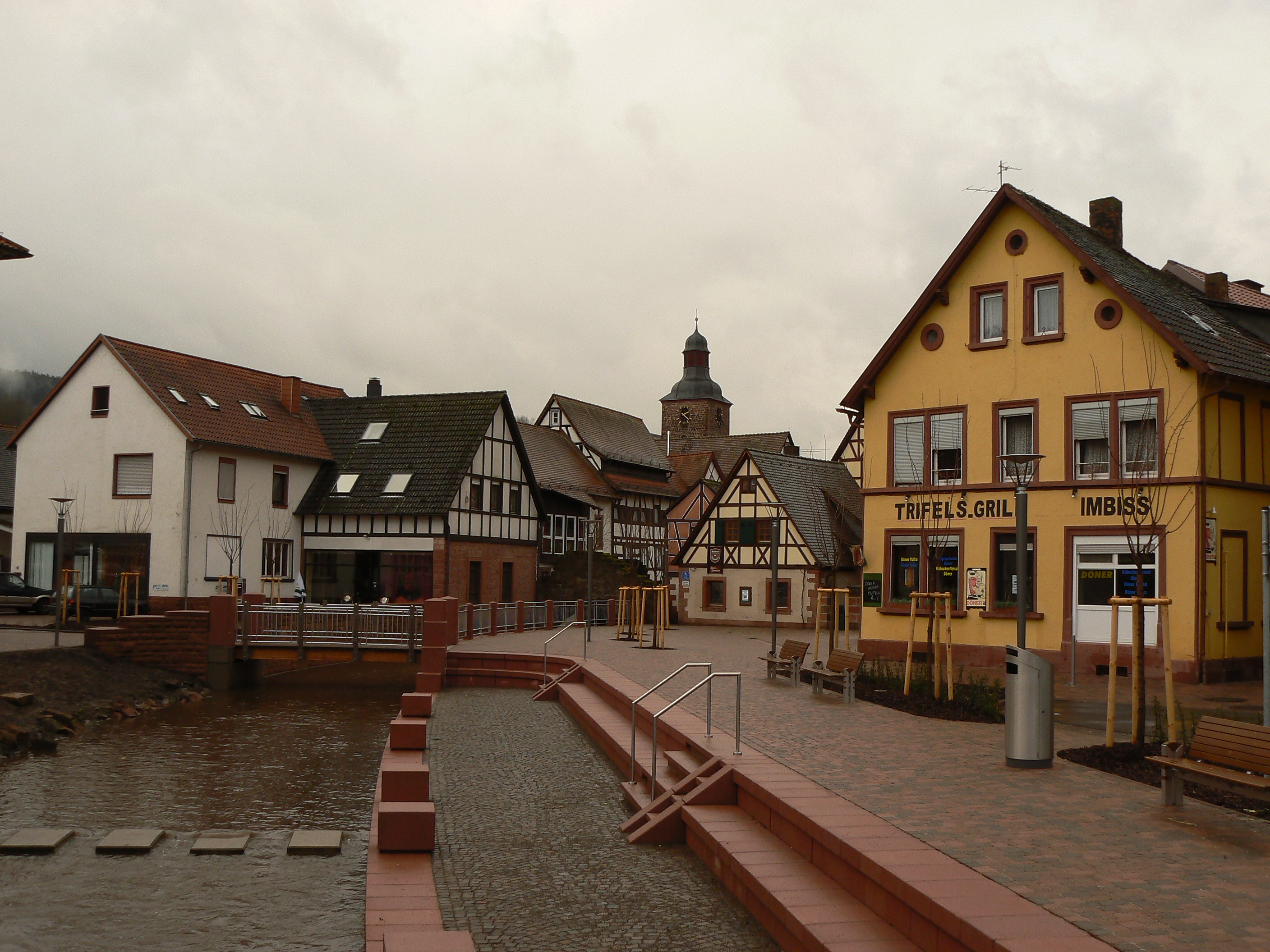
Centraal plein
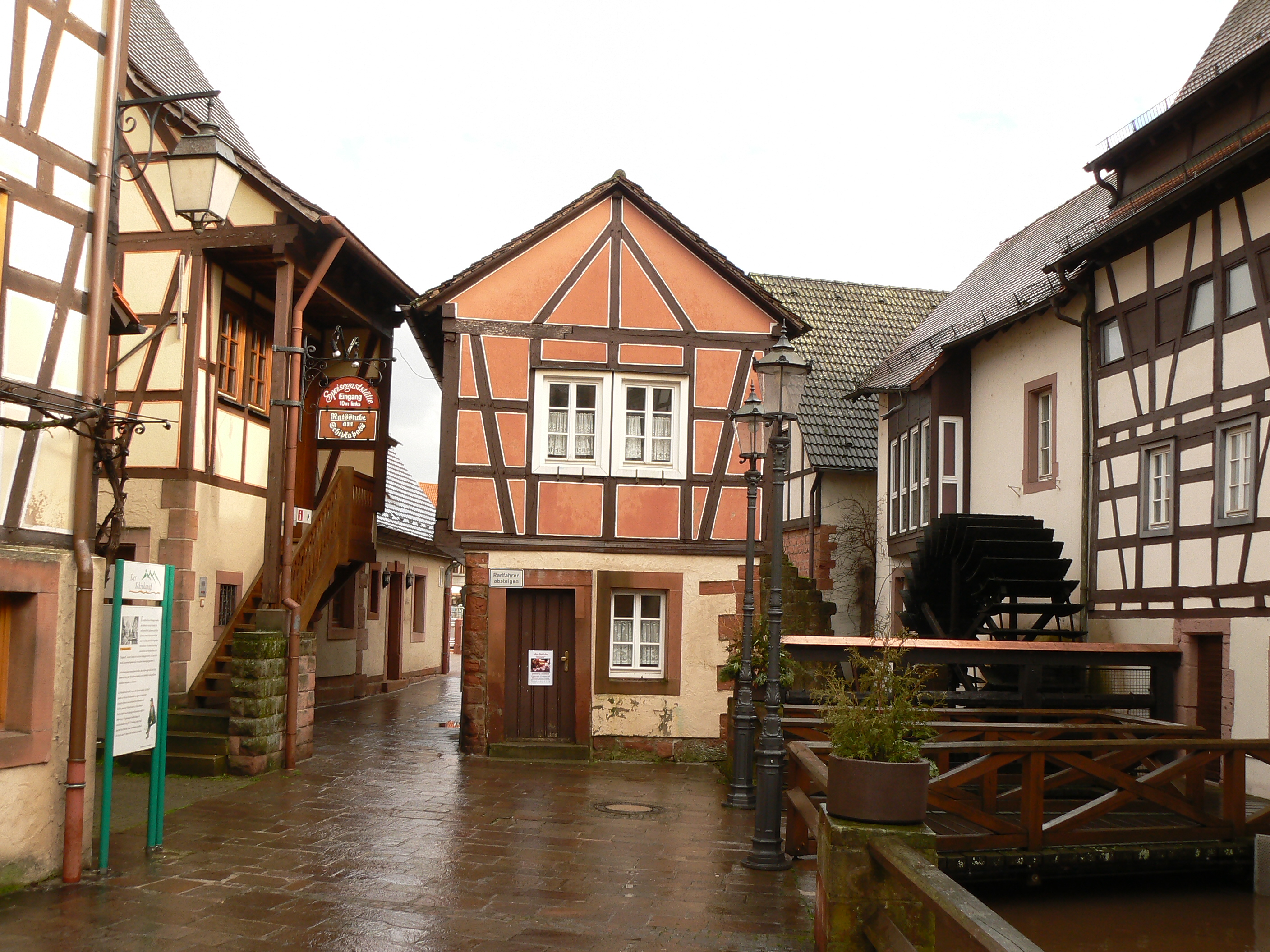
Het straatje de Sjipkapas; rechts de vakwerkhuizen, waarin het museum is gevestigd
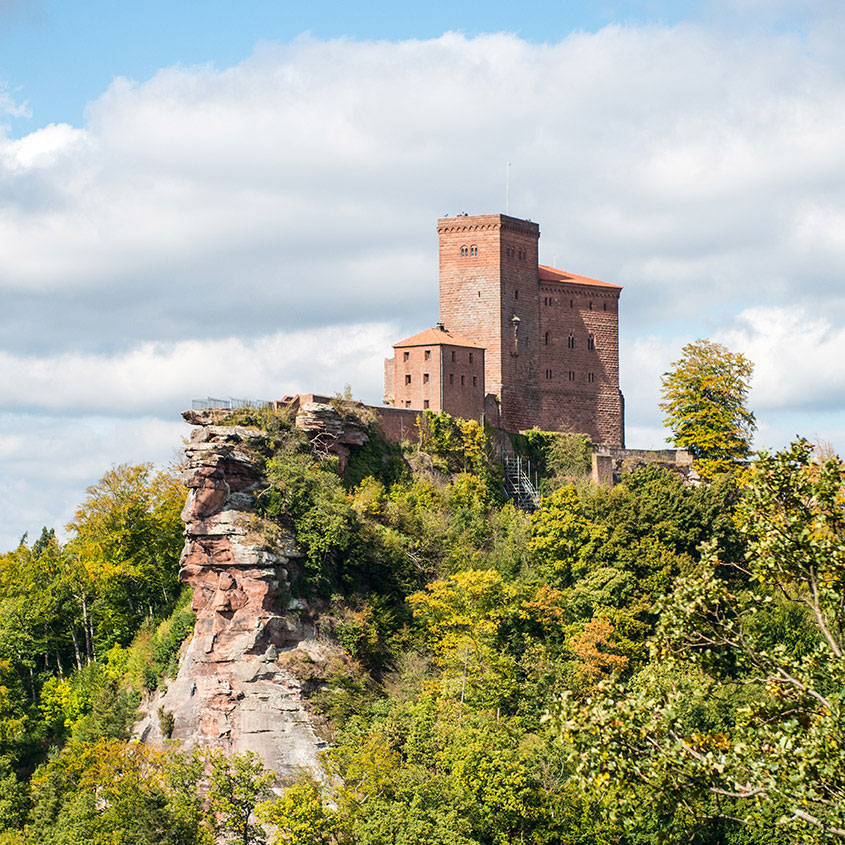
Rijksburcht Trifels
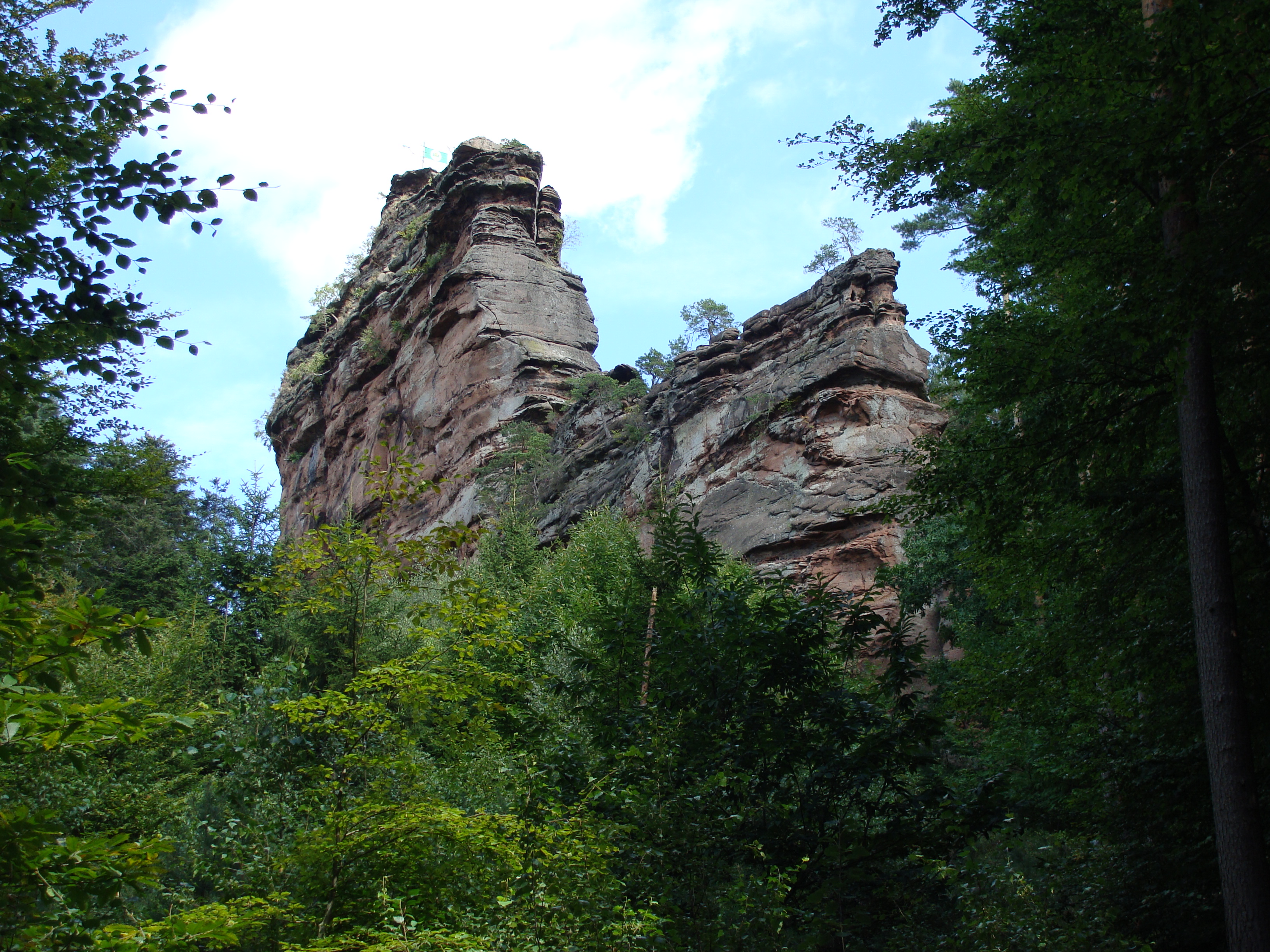
De 400 m hoge klimrots Asselstein
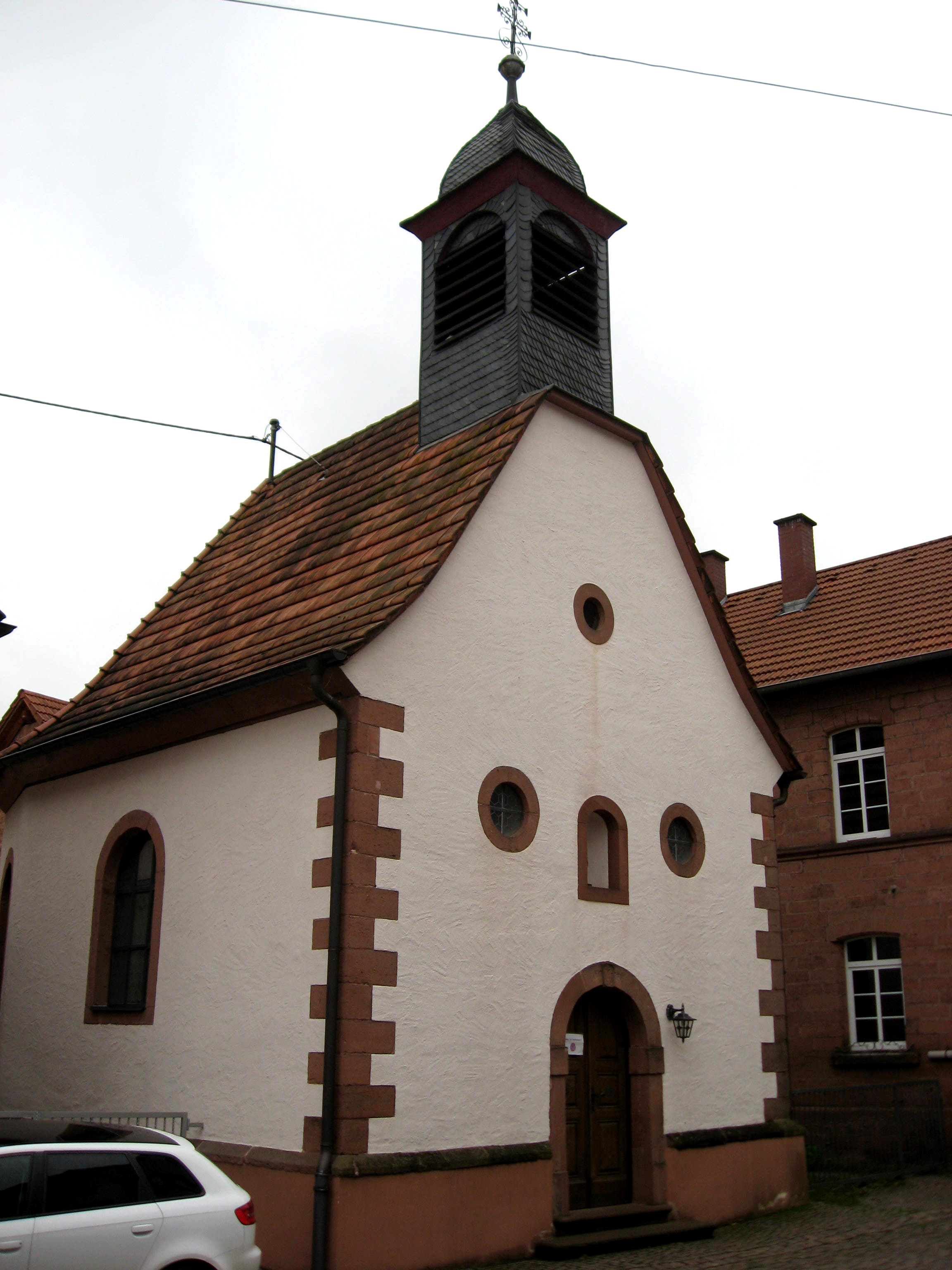
Johannes-de-Doper-kapel, Gräfenhausen
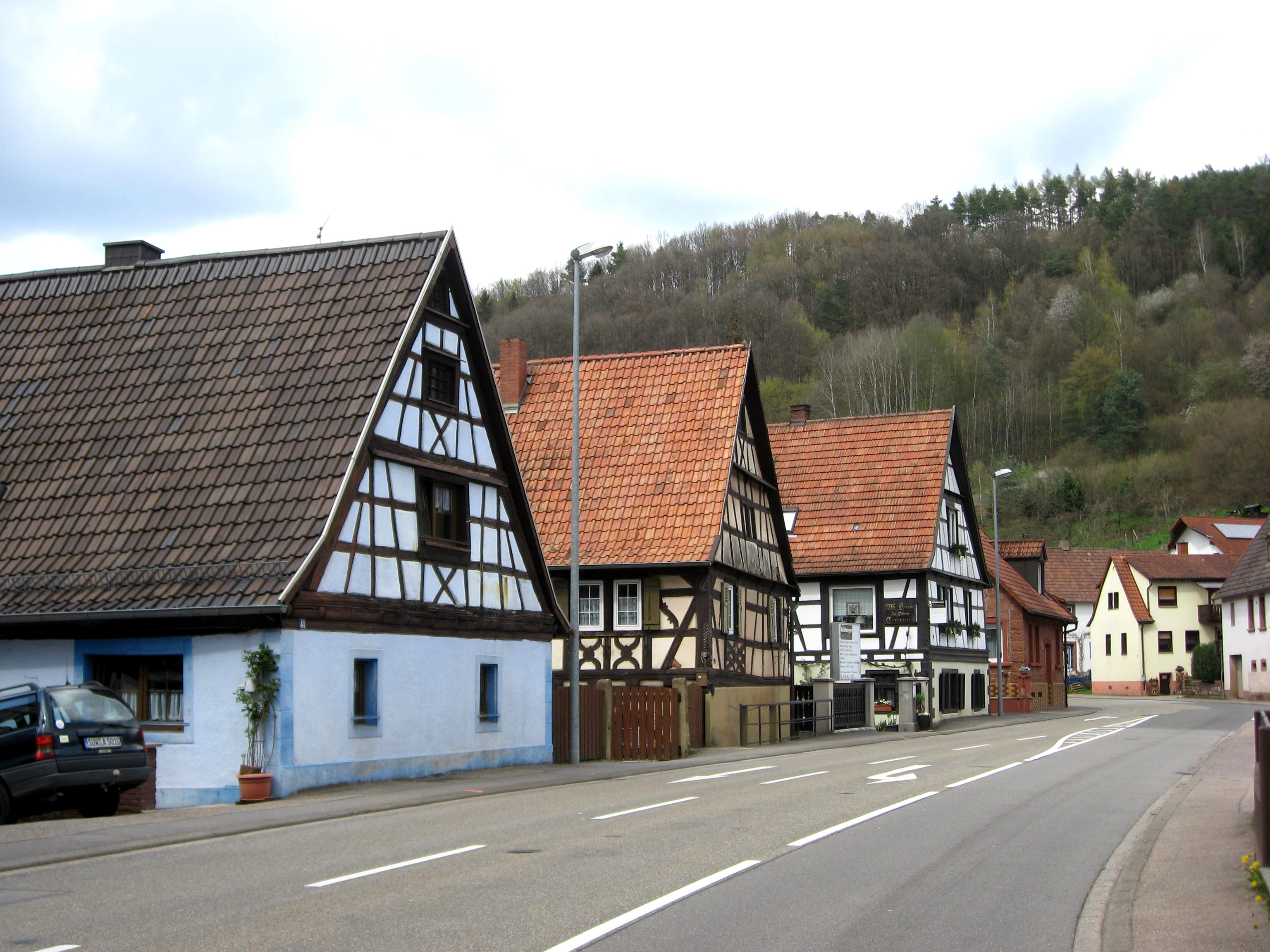
Vakwerkhuizen te Sarnstall

## Partnergemeentes
Annweiler am Trifels onderhoudt jumelages met:
- Ambert, Frankrijk, sedert 1988
- Gorgonzola, Italië, sedert 2008
- Hartzviller, Frankrijk, sedert circa 1983; uitgegaan van stadsdeel Queichhambach